# 프톨레마이오스 정리

프톨레마이오스 정리의 도해

기하학에서 프톨레마이오스 정리(Ptolemaeus定理, 영어: Ptolemy's theorem) 또는 톨레미 정리(Ptolemy定理)는 원에 내접하는 사각형의 두 대각선의 길이의 곱이 두 쌍의 대변의 길이의 곱의 합과 같다는 정리이다.

## 정의
프톨레마이오스 정리에 따르면, 내접 사각형 {\displaystyle ABCD}에 대하여, 다음이 성립한다.
{\displaystyle AC\cdot BD=AB\cdot CD+AD\cdot BC}
이는 케이시의 정리의 특수한 경우이다.

## 증명

### 삼각형의 닮음을 통한 증명

삼각형의 닮음을 통한 증명의 도해

사각형 {\displaystyle ABCD}의 외접원의 호 {\displaystyle AB}와 {\displaystyle BC}의 원주각의 성질에 의하여 {\displaystyle \angle BAC=\angle BDC}이고 {\displaystyle \angle ADB=\angle ACB}이다. 선분 {\displaystyle AC} 위에서 {\displaystyle \angle ABK=\angle CBD}를 만족시키는 점 {\displaystyle K}를 잡자. 그러면 {\displaystyle \angle ABD=\angle CBK}이다. 따라서, 삼각형 {\displaystyle \triangle ABK}와 {\displaystyle \triangle DBC}는 닮음이고, 삼각형 {\displaystyle \triangle ABD}와 {\displaystyle \triangle KBC} 역시 닮음이므로,
{\displaystyle {\frac {AK}{AB}}={\frac {CD}{BD}}}
와
{\displaystyle {\frac {CK}{BC}}={\frac {AD}{BD}}}
가 성립한다. {\displaystyle AK+CK=AC}이므로
{\displaystyle AB\cdot CD+BC\cdot AD=AK\cdot BD+CK\cdot BD=AC\cdot BD}
이다.

### 반전을 통한 역증명

반전을 통한 증명의 도해

중심이 {\displaystyle D}인 단위원에 대한 반전에 대한 {\displaystyle A,B,C}의 상을 {\displaystyle A',B',C'}이라고 하자. 그러면 {\displaystyle A',B',C'}은 서로 다른 공선점이며, {\displaystyle B'}은 {\displaystyle A'}와 {\displaystyle C'} 사이의 점이다. 반전의 성질에 의하여
{\displaystyle A'B'={\frac {AB}{AD\cdot BD}}}
{\displaystyle B'C'={\frac {BC}{BD\cdot CD}}}
{\displaystyle A'C'={\frac {AC}{AD\cdot CD}}}
이며, {\displaystyle A'B'+B'C'=A'C'}이므로,
{\displaystyle {\frac {AB}{AD\cdot BD}}+{\frac {BC}{BD\cdot CD}}={\frac {AC}{AD\cdot CD}}}
가 성립한다.

## 따름정리

### 삼각 함수 항등식
프톨레마이오스 정리에서 한 대각선이 내접원의 지름인 경우는 두 각의 합의 사인 함수에 대한 항등식과 동치이다.:309, Historical note 10.9.2.1 즉, 내접 사각형 {\displaystyle ABCD}의 대각선 {\displaystyle AC}가 내접원의 중심 {\displaystyle O}를 지난다고 하자. 편의상 내접원의 반지름이 1이라고 하자. 또한 {\displaystyle \angle BOC=2\theta }이고 {\displaystyle \angle COD=2\varphi }라고 하자. 그러면
{\displaystyle AC=2}
{\displaystyle BD=2\sin(\theta +\varphi )}
{\displaystyle AB=2\cos \theta }
{\displaystyle CD=2\sin \varphi }
{\displaystyle AD=2\cos \varphi }
{\displaystyle BC=2\sin \theta }
이므로, 프톨레마이오스 정리에 의하여
{\displaystyle \sin(\theta +\varphi )=\cos \theta \sin \varphi +\cos \varphi \sin \theta }
가 성립한다.

## 프톨레마이오스 정리의 역
프톨레마이오스 정리의 역 또한 성립한다. 즉, 사각형 {\displaystyle ABCD}가
{\displaystyle AC\cdot BD=AB\cdot CD+AD\cdot BC}
를 만족시킨다면, 내접 사각형이다.

## 프톨레마이오스 부등식
프톨레마이오스 부등식(Ptolemaeus不等式, 영어: Ptolemy's inequality)에 따르면, 임의의 사각형 {\displaystyle ABCD}에 대하여, 다음이 성립한다.
{\displaystyle AC\cdot BD\leq AB\cdot CD+AD\cdot BC}
또한, 등호가 성립할 필요충분조건은 내접 사각형이다.
보다 일반적으로, 평면 위 임의의 네 점 {\displaystyle A,B,C,D}에 대하여, 위와 같은 부등식이 성립하며, 또한 이들에 대하여 다음 두 조건이 서로 동치이다.:309, Proposition 10.9.2
- 다음 가운데 하나가 성립한다.
  - {\displaystyle AB\cdot CD=AC\cdot BD+AD\cdot BC}
  - {\displaystyle AC\cdot BD=AB\cdot CD+AD\cdot BC}
  - {\displaystyle AD\cdot BC=AB\cdot CD+AC\cdot BD}
- 공원점이거나 공선점이다.

## 역사
고대 그리스의 천문학자이자 수학자인 클라우디오스 프톨레마이오스는 이 정리를 저서 《알마게스트》에 등장하는 현표를 만드는 데 사용하였다.:309, Historical note 10.9.2.1

## 같이 보기
- 활꼴
- 현